# Ajon (cratera)
Ajon é uma cratera marciana. Tem como característica 8.4 quilômetros de diâmetro. Deve o seu nome à localidade homónima situada na Rússia.